# 事件 (テレビ朝日のテレビドラマ)
『事件』（じけん）は、1993年から2017年までテレビ朝日系で放送されたテレビドラマシリーズ。主演は北大路欣也。
第1作は大岡昇平の『事件』のドラマ化で、シリーズ化した第2作以降は、小杉健治の小説を原作とした2作の他はドラマオリジナルのストーリーである。
第16作までは（『土曜プライム』の一企画扱いに降格前の）『土曜ワイド劇場』にて、第17作は『土曜プライム・土曜ワイド劇場』にて、第18作は『ミステリースペシャル』にてそれぞれ放送された。また、第18作は加藤剛のテレビドラマ遺作となった。

## キャスト

### 主人公
北大路欣也
菊池大三郎（第1作）
弁護士。
河北雄一（第2作）
河北法律事務所の弁護士。
寺沢廉（第3作）
弁護士。
伊丹秀一（第4作 - ）
伊丹法律事務所の弁護士。

### 伊丹法律事務所
伊丹織枝
演 - 松本莉緒（第13作・第15作 - ）
弁護士。伊丹秀一と聡子の娘。
加瀬直人
演 - 山下徹大（第4作 - 第14作・第16作 - ）（中学3年生：笠井悠星〈第18作〉）
司法修習生・助手 → 弁護士。第15作は海外研修の為、不在。
本多和美
演 - 山下容莉枝（第5作 - ）
秘書 → 事務員。
三村小夜
演 - 早勢美里（第4作）
所員。

### 他の法律事務所
小松淳子
演 - 古柴香織（第2作）
河北法律事務所の所員。
五味正平
演 - 加藤純平（第2作）
河北法律事務所の所員。
水谷友男
演 - 池田政典（第3作）
法律事務所の所員。
吉川淳子
演 - 生稲晃子（第3作）
法律事務所の所員。

### その他
伊丹聡子
演 - 丘みつ子（第13作）
伊丹秀一の妻。
屋台の親父
演 - 高松しげお（第16作・第17作）
おでん屋台の店主。
小泉
演 - 尾﨑祐司（第17作・第18作）
廷吏。

### ゲスト
★（被告人）
◆（被害者）
第1作「なぜ夫は新妻の姉を殺したのか…？弁護士が暴いた愛と憎しみの法廷」（1993年）
- 坂井ヨシ子（ハツ子の妹） - 渡辺梓
- 宮内辰造（ハツ子のヒモ） - 長谷川初範
- 花井武志（中学校教師） - 新井康弘
- 桜井京子 - 佐藤恵利
- 上田宏（ヨシ子の同棲相手・ハツ子殺害の容疑者） - 斉藤隆治 ★
- 坂井ハツ子（バー経営者） - 松田美由紀 ◆
- 上田喜平（宏の父） - 山田吾一
- 坂井すみ江（ヨシ子とハツ子の母） - 白川和子
- 大村吾一（ハツ子の遺体の第一発見者） - 三角八朗
- 滝川民蔵（滝川金物店 店主） - 谷幹一
- 岡部貞吉（検事） - 西岡徳馬

第2作「OLが見たホーム転落死の真相！もし貴女が男にからまれたら…」（1994年）
- 大杉みさ（喫茶店アルバイト） - 佐野量子
- 大塚（裁判長） - 佐々木敏
- 鷲尾（喫茶店店長） - 剛州
- 土田隆（第2回公判の証人） - 螢雪次朗
- 立沢年夫（みさの恋人） - 山本陽一
- 上原俊郎（第3回公判の証人） - 遠山俊也
- 高野（駅の助役） - 赤城太郎
- 中畑六郎（竹子の夫） - 名取幸政
- 赤井（第5回公判の証人・電車の運転手） - 山本紀彦
- 深田三郎（酔払って竹子に絡み振払われホームから転落して電車にひかれ死亡） - 大河内浩 ◆
- 中畑竹子（ストリッパー・深田殺害の容疑者） - 奈美悦子 ★
- みさの母 - 山本与志恵
- 廷吏 - 重田尚彦
- 夜間高校に通う生徒（第7回公判の証人） - 遠藤雅
- 痴漢 - 河内喜一朗
- 野間清三（検事） - 木村元
- 塚本茂（検事） - 伊武雅刀

第3作「死刑を求刑された女！母は本当に父を殺したのか？」（1995年）
- 室井千枝（利政と弓枝の娘） - 渡辺満里奈
- 矢野文子（ホステス） - 響野夏子
- 宮地（裁判長） - 平野稔
- 奥平（寺沢廉の大学の同期生） - 草野裕
- 横尾隆造（文子の愛人） - 谷村好一 ◆
- 森田勇治（バーテン） - 竜川剛
- 室井利政（弓枝の夫・4年前死亡） - 山本紀彦
- 吉田（寺沢廉の大学の同期生） - 片岡静香
- 田丸（東子安警察署 刑事） - 片岡五郎
- 桜子（ママ） - 谷口香
- 室井弓枝（バー経営者・横尾殺害の容疑者） - 新藤恵美 ★
- 学習塾講師 - 武川修三
- 横尾の親族 - 有福正志、村野友美
- 戸口定夫（心理学者） - 阿部裕
- 室井軍治（利政の父） - 織本順吉
- 藤川重明（検事・寺沢廉の大学の同期生） - 竹脇無我

第4作「生命維持装置を切った女！姑殺しに秘められた悲劇…」（1996年）
- 落合良子（看護師） - 国生さゆり
- 大石久美子（道子の妹） - 長谷川真弓
- 杉浦稔（スーパーの店長） - ビートキヨシ
- 戸村（入院患者） - 磯村千花子
- 不動産屋 - 赤城太郎
- 前田初代（道子の義理の姉） - 立石涼子
- 岡野庸彦（医師） - 石田登星
- 島原ヤエ（道子の姑・島原健一郎の母） - 山本緑 ◆
- 藤沢伸二（スーパーの店員） - 趙方豪
- 野村晴美（スーパーの客） - 川俣しのぶ
- 島原健太（健一郎と道子の息子） - 堀内滝人
- 刑事 - 根本和史
- 売店の店員 - 夏川さつき
- 池田雅人（検事） - 浜畑賢吉
- 長尾清子（裁判長） - 夏圭子
- 島原道子（亡き島原健一郎の妻・ヤエ殺害の容疑者） - 沢田亜矢子 ★

第5作「中学校長を殺した女！」（1997年）
- 前園絹子（スナック経営者・青柳殺害の容疑者） - 荻野目慶子 ★
- 沢口理恵（中学校教師・裕介の担任） - 中島ひろ子
- 森下康夫（中学校学年主任） - 北見敏之
- 青柳茂（中学校校長） - 三角八朗 ◆
- 横川啓吾（裁判長） - 平野稔
- 富田弘子（剛の母） - 和泉ちぬ
- 相良次郎（絹子の元夫） - 阿南健治
- 遠藤（拓也の母） - 片岡静香
- 裕介の同級生の母 - 大原真理子
- 前園裕介（絹子の息子・故人） - 池田貴尉
- 遠藤拓也（裕介の同級生） - 木村季果
- 富田剛（裕介の同級生） - 植田真介
- 平山幸治（中学校教頭） - 北村総一朗
- 宮本真一（検事） - 横内正

第6作「金属バットで夫を殺した女!! 家庭内暴力に隠された声なき叫び！衝撃の告白！」（1998年）
- 岩本鈴子（康夫の再婚した妻・康夫殺害の容疑者） - 原田美枝子 ★
- 木本郁子（施設「希望の丘学園」職員） - 田中美奈子
- 岩本勇一（鈴子の連れ子） - 高橋一生
- 岩本好美（鈴子の連れ子・勇一の妹） - 直瀬遥歩
- 岩本康夫 - 佐戸井けん太 ◆
- 岩本秀樹（康夫の弟） - 遠藤憲一
- 宮本（警察官） - 頭師孝雄
- 岩本勝代（康夫と秀樹の母） - 菅井きん
- 室井佐知子（裁判長） - 田島令子
- 池田雅人（検事） - 勝野洋

第7作「無理心中で息子を殺した女！空白の30分…母はなぜ対向車に向かってアクセルを踏んだのか？」（1999年）
- 宮下貴美子（孝の妻） - 松下由樹 ★
- 宮下香織（孝と貴美子の娘） - 田島穂奈美
- 宮下敏子（孝の母） - 長内美那子
- 自閉症児親の会の会員 - 円城寺あや
- 只見（裁判長） - 夏桂子
- 佐々木（ソーシャルワーカー） - 村上理子
- 保育士 - 舟木幸
- 看護師 - 原田佳奈
- トラック運転手 - 深見亮介
- 小児精神科医 - 近藤誠人
- 書記官 - 山田良隆
- 裁判官 - 高田恵夢、池田真司
- 刑務官 - 島塚美歌
- 宮下孝（大蔵省 金融局銀行課 課長補佐） - 平田満
- 向井（検事） - 平幹二朗

第8作「姑を殺した女！お義母さん許して…老人介護に秘められた殺意」（2000年）
- 吉永美都子（武夫の妻・幸子殺害の容疑者） - 酒井和歌子 ★
- 川村夏海（介護支援センター「爽風苑」職員） - 岩崎ひろみ
- 大友泰子 - 杉野なつ美
- 村中（介護支援センター「爽風苑」入居者） - 中島元
- 美都子の実父 - 大山豊
- 西谷由紀江（武夫の姉） - 鷲尾真知子
- 佐久間薫（武夫の妹） - 清水めぐみ
- 高見（裁判長） - 山崎大輔
- 書記官 - 山田良隆
- 裁判官 - 又野彰夫
- 吉永真由美（武夫と美都子の娘） - 邑野未亜
- 吉永裕介（武夫と美都子の息子・真由美の弟） - 三觜要介
- 多岐川昌代（吉永家の隣人） - 遠藤真理子
- 警察官 - 久保裕也
- 吉永武夫（無職） - 西田健
- 吉永幸子（武夫と由紀江と薫の母・痴呆症） - 高田敏江 ◆
- 吉永雄吉（武夫と由紀江と薫の父・体が不自由） - 青木義朗
- 池田（検事） - 浜畑賢吉

第9作「赤ちゃんを誘拐して殺した女！」（2001年）
- 春山貴子（友田竜平を誘拐して脱水症状で死亡させた容疑者） - 洞口依子 ★
- 友田彩（友田竜平の母） - 緒沢凛
- 藤原一志（検察官） - 神保悟志
- 春山菊枝（時夫の母） - 佐々木すみ江
- 春山時夫（貴子の夫・医師） - 渡辺いっけい

第10作「大学病院医療ミス致死事件 疑惑の看護婦長と被害者の妻の秘密…」（2003年）
- 工藤弘子（青葉医科大学付属病院 看護師長・立花殺害の容疑者） - 市毛良枝 ★
- 浜崎弥生（青葉医科大学付属病院 看護師 → 看護師長） - 深浦加奈子
- 立花薫（立花の後妻） - 高田聖子
- 水島美沙（青葉医科大学付属病院 看護師） - 建みさと
- 畑山勇次（青葉医科大学付属病院 医師） - 山崎一
- 書記官 - 山田良隆
- 岩本一馬（検事） - 竹脇無我
- 裁判長 - 森下哲夫
- 刑事 - 中根徹
- 立花耕造（青葉医科大学付属病院 入院患者） - 長沢大 ◆
- 立花春樹 - 広田亮平
- 美沙の妹（故人） - 宮沢麻衣
- 立花の会社の下請けの業者 - 江良潤
- 正子（拘留者） - 時任歩
- 工藤辰雄（弘子の父・元警察官） - 左とん平

第11作「逆転法廷！姉を殺した男が無罪？OL放火殺人と刑事殺し 完全犯罪の赤い封印」（2004年）
- 田中明日香（美沙緒の妹・あさひ保育園 保育士） - 須藤理彩
- 須永弥生（黒木の愛人） - 萩尾みどり
- 吉岡（平塚の近所の主婦） - 駒塚由衣
- 長谷川克次（長谷川弁護士事務所の弁護士・黒木の弁護人） - 勝部演之
- 田中美沙緒（元会社員・7年前の放火殺人事件の被害者） - 山内紅実
- 新川省吾（検事） - 神保悟志
- 正岡茂（大学法医学教授） - 中丸新将
- 天野 - 五森大輔
- 平塚次郎（黒木逮捕に尽力した元刑事） - 佐野浅夫 ◆
- 黒木好夫（7年前の放火殺人事件の容疑者 → 2年前に再審裁判が開かれ無罪 → 無罪判決から半年後 平塚殺害の容疑者） - 内藤剛志 ★

第12作「夫殺しを自白した女 妻と愛人の間に秘密の絆？」（2006年）
- 市橋寛之（奈緒子の弟で晴彦の兄） - 甲本雅裕
- 弓丘美砂子（勇一と奈緒子の娘・女子高生） - 水橋貴己
- 市橋晴彦（奈緒子の弟） - 尾美としのり
- 三津井沢子（会社員・勇一の愛人） - 牛尾田恭代
- 大沼勝次 - 村井克行
- 八木孝雄（青山警察署 刑事） - 高橋元太郎
- 長谷川義和（裁判長） - 藤田宗久
- 大沼幹也（勝次の兄） - 大河内浩
- 松川大次郎（医師） - 真実一路
- 宗像哲男（奈緒子の恋人） - 春田純一
- 里見幸吉（大工の棟梁） - 石山輝夫
- 岡田道千代（寛之の婚約者） - 藤井美加子
- 弓丘勇一（奈緒子の夫・会社社長） - 窪園純一 ◆
- 中尾日出子 - 澤口夏奈子
- 金沢郁夫（検事） - 石丸謙二郎
- 弓丘勇次郎（勇一の弟） - 山崎一
- 倉田テル（市橋家の近所の住人） - 大山のぶ代
- 弓丘奈緒子（勇一殺害の容疑者） - 中田喜子 ★

第13作「熟年離婚殺人事件 夫が愛人を殺した？妻が書いた離婚届が真相を暴く！」（2008年）
- 宮本忠（横山中央警察署 刑事） - 大堀こういち
- 佐川俊彦（谷山の友人） - 柳ユーレイ
- 津野栄子（津野の闘病中の妻） - 小林かおり
- 大槻晴見（大槻と貞子の娘） - 梅宮万紗子
- 刑務所病院の医師 - 伊集院八朗
- 八木等（ハートフル損保） - 村田尚史
- 津野吾一（谷山の元上司・大槻の大学時代からの親友） - 国広富之
- 室井真一（裁判長） - 森富士夫
- 谷山しのぶ - 児玉ちえ ◆
- 立花ひとみ（証人・佐川の彼女） - 伊佐美紀
- 佐々木直子（しのぶの友人） - 光井みほ
- 池田雅人（検事） - 神保悟志
- 谷山信行（しのぶの夫・会社員） - 緒形幹太
- 大槻貞子（大槻の妻・帝都ハウスのインテリアコーディネーター） - 秋野暢子
- 大槻和夫（会社社長・しのぶ殺害の容疑者） - あおい輝彦 ★

第14作「横浜港に車が転落！生還した運転手と死んだ同乗者の妻に秘密？ガラスの謎が暴いた逆転法廷」（2010年）
- 相田晴美（スナック「シャロン」ママ・黒沢と隆二は中学時代の同級生） - 清水美沙（中学生：井越有彩）
- 相田理沙（隆二と前妻の娘） - 石橋杏奈（幼少期：吉崎莉愛）
- 高木ゆり子（検察事務官） - 加藤夏希
- 鴨志田（高等裁判所 裁判長） - 谷本一
- 木島（高等裁判所 検察官） - 五宝孝一
- 二宮（警察官） - 岸博之
- 河野（裁判員） - 駒塚由衣
- 清水（板前・黒沢の幼馴染） - 伊集院八朗
- 金森（地方裁判所 検察官） - 丹波義隆
- 田宮（理髪店主人・黒沢の幼馴染） - 大沢逸美
- 相田隆二（晴美の夫でお互い再婚同士・黒沢の飲酒運転で海に転落して死亡） - 四方堂亘（中学生：大迫葵） ◆
- 樋口（教授） - 伊藤正之
- 三須（スナック「シャロン」常連客） - 徳井優
- 石川（スナック「シャロン」常連客） - 剣持直明
- 岡野（スナック「シャロン」常連客） - 瀧澤明弘
- 大下茂（大下学習教材 社長） - 藤田宗久
- 志摩（地方裁判所 裁判長） - 小川隆市
- 裁判官 - 松村時男、山咲カンナ
- 猪股（東京高等裁判所 裁判官） - 猪股厚志
- 裁判員 - 奥田崇
- 五十嵐達彦（ポートファイナンス 社長） - 風間トオル
- 黒沢良雄（大下学習教材 社員・飲酒運転で隆二を死亡させ危険運転致死罪） - 尾美としのり（中学生：金子尚太郎） ★

第15作「復讐殺人法廷 娘を殺した男が4年で出所？許さない！残された家族が立てた恐るべき計画」（2012年）
- 中井美佐子（光一の妻） - 若村麻由美
- 遠藤祐介（綾の元恋人・サッカーコーチ） - 南圭介
- 中井綾（光一と美佐子の長女・4年前 ひったくりに遭遇して転倒し頭部を強打して死亡） - 吉谷彩子
- 若月（検事） - 石丸謙二郎
- 三田村（裁判長） - 深水三章
- 中井拓次（光一の弟） - 原田龍二
- 中井涼（光一と美佐子の長男） - 前田公輝
- 中井舜（光一と美佐子の次男） - 溝口琢矢
- 宗像（刑事） - 松永博史
- 黒川圭太（4年前のひったくり犯で事件当時未成年・出所後に殺害） - 窪田正孝 ◆
- 佐山琢磨（4年前のひったくり犯・無期懲役） - 宗像大介
- 中井光一（高校教師・黒川殺害の容疑者） - 杉本哲太 ★

第16作「はめられた男 不倫相手の女性を殺した!? カメラに映らない逃亡者の謎 妻の証言で逆転法廷に！」（2015年）
- 島岡香苗（島岡の妻・水木の娘） - 雛形あきこ
- 島岡達也（外資系投資顧問会社「イネスタ・アセット・マネジメント社」営業部長・早紀殺害の容疑者） - 滝藤賢一 ★
- 石田真理子（「イネスタ・アセット・マネジメント社」社員・島岡の部下） - 山田まりや
- 牧野春樹（「イネスタ・アセット・マネジメント社」社員・島岡の部下） - 近藤公園
- 佐山一平（「イネスタ・アセット・マネジメント社」営業部員） - 菊田大輔
- 長谷川充（裁判長） - 嵐芳三郎
- 汐田早紀（「イネスタ・アセット・マネジメント社」営業部員・島岡の部下） - 桜田聖子 ◆
- 戸崎琢磨（警備員） - 田中啓三
- 金沢憲司（検事） - 神保悟志
- 裁判員 - 猪股厚志
- 蒲田徳三（横浜みなと商店街連合会 会員） - 高橋元太郎
- 山川公之（「イネスタ・アセット・マネジメント社」資産運用部長） - 中原丈雄
- 水木啓吾（「イネスタ・アセット・マネジメント社」日本支社長） - 神山繁

第17作「大富豪の夫を殺した女 空白の1時間に何が？」（2016年）
- 鈴村成美（貴美子の連れ子・妊娠6カ月） - 前田亜季（幼少期：髙木彩那）
- 鈴村拓也（成美の夫） - 石垣佑磨
- 深町浩二（横浜地方裁判所 裁判長） - 俵木藤汰
- 有村（山手交番の通報でかけつけた警官） - 中山卓也
- 茅原素子（貴美子の友人で元看護師仲間） - 沢田亜矢子
- 鳥居武文（成美の義理の父・会社社長） - 団時朗 ◆
- 岩下富雄（貴美子の高校時代の同級生・岩下造船所 社長） - 大高洋夫
- 小日向良一（心療内科医） - 大鷹明良
- 内村佳代子（成美の小学校時代の担任） - 梅沢昌代
- 神尾（本牧警察署 警部補） - 飯田基祐
- 高品圭吾（警察安全相談員・5年前までは静岡県警勤務） - 大石吾朗
- 刑務官 - 長谷部成彦
- 浜田輝（検察官） - 寺泉憲
- 鳥居貴美子（19年前に武文と再婚した妻・武文殺害の容疑者） - かたせ梨乃 ★

第18作「毒婦と呼ばれた女！夫を無理心中で殺し、今度は愛人を…絶対不利の状況で逆転裁判なるか？消された盗撮カメラの謎」（2017年）
- 増井春子（27年前 遠山殺害の有罪判決を受け13年間服役 → 出所後 藤尾宅の住込み家政婦 → 藤尾殺害の容疑者） - 筒井真理子 ★
- 増井亜希子（春子の妹・元幼稚園園長） - 高橋ひとみ
- 狭山絹子（春子の友人・クラブのママ） - 根本りつ子
- 山室清志（ダイニングバー店長） - 大沢樹生
- 小向進（裁判長） - 江藤潤
- 氷川純代（藤尾の次女・真由美の妹） - 薬丸夏子
- 藤尾勇人（真由美の息子・弁護士志望） - 中野魁星
- 藤尾龍彦（資産家・3年前 脳出血を起こし寝たきり生活） - 須永慶 ◆
- 遠山喜平（春子の夫・修善寺温泉の老舗旅館「瀧屋」社長・27年前死亡） - 小山かつひろ
- 真田武彦（神奈川県警 刑事） - 二反田雅澄
- 川波比奈子（神奈川県警 刑事） - 野口径
- 亜希子の勤めていた幼稚園のオーナー - 高井清史
- 冒頭の記者 - 清田智彦
- レポーター - 守谷美紗央
- 裁判員 - 村田啓治、新野アコヤ、藤田昌宏、石黒久也、さいとう芽美、森澤早苗
- 陪審員 - 牟田浩二、畠中正文
- 書記官 - 松下アンナ
- 刑務官 - 桃乃木まゆ
- 遠山の親戚 - 藤本洋子、中田優子、森山米次
- 中学時代の加瀬直人が万引きしたスーパーの店長 - 柴田次郎
- 27年前の裁判長 - 佐藤旭
- 藤尾真由美（藤尾の長女・ダイニングバーオーナー） - 中山忍
- 岩淵君夫（検察官） - 大地康雄
- 熊倉喜久夫（伊丹秀一の先輩弁護士・27年前の春子の弁護人） - 加藤剛 ※テレビドラマ遺作

## スタッフ
- 原作 - 大岡昇平、小杉健治
- 脚本 - 安部徹郎（第1作 - 第3作）、田子明弘（第4作 - ）
- 音楽 - 坂田晃一、福井弘武
- 監督 - 五木田亮一（第1作 - 第13作）、池添博（第14作 - ）
- 技術協力 - 東通、ティ・エル・シー
- 美術協力 - 東宝ビルト
- 現プロデューサー - 大川武宏（テレビ朝日）、中村和規（オフィス・ヘンミ → オフィス・ヘンミ・クリエイティブ）、岡崎道徳（オフィス・ヘンミ・クリエイティブ）
- 旧プロデューサー - 松本基弘（テレビ朝日）、塙淳一（テレビ朝日）、高戸晨一（テレビ朝日）、中山秀一（5年D組）
- 制作 - テレビ朝日、オフィス・ヘンミ → オフィス・ヘンミクリエイティブ

## 放送日程
| 話数 | 放送日         | サブタイトル                                                                                                 | 原作                             | 脚本     | 監督       | 視聴率 |
| ---- | -------------- | --- | -------------------------------- | -------- | ---------- | ------ |
| 1    | 1993年06月12日 | なぜ夫は新妻の姉を殺したのか…？ 弁護士が暴いた愛と憎しみの法廷                                               | 大岡昇平 「事件」                | 安部徹郎 | 五木田亮一 | 18.9%  |
| 2    | 1994年06月11日 | OLが見たホーム転落死の真相！ もし貴女が男にからまれたら…                                                     |                                  | 安部徹郎 | 五木田亮一 | 15.3%  |
| 3    | 1995年06月24日 | 死刑を求刑された女！母は本当に父を殺したのか？                                                               |                                  | 安部徹郎 | 五木田亮一 | 13.1%  |
| 4    | 1996年06月22日 | 生命維持装置を切った女！姑殺しに秘められた悲劇…                                                              |                                  | 田子明弘 | 五木田亮一 | 20.0%  |
| 5    | 1997年05月24日 | 中学校長を殺した女！                                                                                         |                                  | 田子明弘 | 五木田亮一 | 17.4%  |
| 6    | 1998年07月04日 | 金属バットで夫を殺した女!! 家庭内暴力に隠された声なき叫び！衝撃の告白！                                      |                                  | 田子明弘 | 五木田亮一 | 18.1%  |
| 7    | 1999年10月02日 | 無理心中で息子を殺した女！ 空白の30分… 母はなぜ対向車に向かってアクセルを踏んだのか？                        |                                  | 田子明弘 | 五木田亮一 | 12.7%  |
| 8    | 2000年06月24日 | 姑を殺した女！ お義母さん許して…老人介護に秘められた殺意                                                     |                                  | 田子明弘 | 五木田亮一 | 16.8%  |
| 9    | 2001年06月09日 | 赤ちゃんを誘拐して殺した女！                                                                                 |                                  | 田子明弘 | 五木田亮一 | 14.9%  |
| 10   | 2003年01月11日 | 大学病院医療ミス致死事件 疑惑の看護婦長と被害者の妻の秘密…                                                   |                                  | 田子明弘 | 五木田亮一 | 13.1%  |
| 11   | 2004年02月28日 | 逆転法廷！姉を殺した男が無罪？ OL放火殺人と刑事殺し 完全犯罪の赤い封印                                       | 小杉健治 「月村弁護士 逆転法廷」 | 田子明弘 | 五木田亮一 | 15.3%  |
| 12   | 2006年04月29日 | 夫殺しを自白した女 妻と愛人の間に秘密の絆？                                                                  | 小杉健治 「絆」                  | 田子明弘 | 五木田亮一 | 12.5%  |
| 13   | 2008年08月30日 | 熟年離婚殺人事件 夫が愛人を殺した？ 妻が書いた離婚届が真相を暴く！                                           |                                  | 田子明弘 | 五木田亮一 | 08.1%  |
| 14   | 2010年10月23日 | 横浜港に車が転落！ 生還した運転手と死んだ同乗者の妻に秘密？ ガラスの謎が暴いた逆転法廷                       |                                  | 田子明弘 | 池添博     | 12.9%  |
| 15   | 2012年05月12日 | 復讐殺人法廷 娘を殺した男が4年で出所？ 許さない！残された家族が立てた恐るべき計画                            |                                  | 田子明弘 | 池添博     | 12.6%  |
| 16   | 2015年05月30日 | はめられた男 不倫相手の女性を殺した!? カメラに映らない逃亡者の謎 妻の証言で逆転法廷に！                      |                                  | 田子明弘 | 池添博     | 10.2%  |
| 17   | 2016年06月04日 | 大富豪の夫を殺した女 空白の1時間に何が？                                                                     |                                  | 田子明弘 | 池添博     | 13.1%  |
| 18   | 2017年10月05日 | 毒婦と呼ばれた女！ 夫を無理心中で殺し、今度は愛人を… 絶対不利の状況で逆転裁判なるか？ 消された盗撮カメラの謎 |                                  | 田子明弘 | 池添博     | 09.6%  |

- 視聴率はビデオリサーチ調べ、関東地区・世帯・リアルタイム。

## 作品の評価
- 1996年に放送された第4作「生命維持装置を切った女！」は、第34回ギャラクシー賞奨励賞を受賞した[32][33]。